# Тіяна Малешевич
Тіяна Малешевич (серб. Тијана Малешевић, нар. 18 березня 1991) — сербська волейболістка, срібна призерка Олімпійських ігор 2016 року.

## Клуби
| Роки      | Команди                       |
| --------- | ----------------------------- |
| 2005—2010 | «Єдинство» (Ужице);           |
| 2010—2012 | «Волеро» (Цюрих)              |
| 2012—2013 | ПТПС (Піла)                   |
| 2013—2014 | АГЕЛ (Простейов)              |
| 2014—2015 | «Сариєр» (Стамбул)            |
| 2015—2016 | «Ігор Горгондзола» (Новара)   |
| 2016—2017 | «Нестле-Озаску» (Озаску)      |
| 2017—2018 | «Сераміксан» (Тургутлу)       |
| 2018      | «Альба-Блаж» (Блаж)           |
| 2018—2019 | «Црвена Звезда» (Белград)     |
| 2019—2020 | «Іль Бізонте Фіренце»         |
| 2019      | «Црвена Звезда» (Белград)     |
| 2020      | «Джакарта Попсіво» (Джакарта) |

## Виступи на Олімпіадах
| Олімпіада           | Дисципліна | Місце |
| ------------------- | ---------- | ----- |
| Ріо-де-Жанейро 2016 | волейбол   | 2     |

## Зовнішні посилання
- Тіяна Малешевич — олімпійська статистика на сайті Sports-Reference.com (англ.) (архівна версія)

1. 1 2 3 4 5 6 7 8 9 10 11 12 13  Tijana Malesevic — Volleybox.